# Антелоп (Јужна Дакота)
Антелоп (енгл. Antelope) насељено је место без административног статуса у америчкој савезној држави Јужна Дакота.

## Демографија
По попису из 2010. године број становника је 826, што је 41 (-4,7%) становника мање него 2000. године.
| Група             | 2000.     | 2010.     |
| Белци             | 19 (2,2%) | 13 (1,6%) |
| Афроамериканци    | 0 (0,0%)  | 0 (0,0%)  |
| Азијати           | 0 (0,0%)  | 4 (0,5%)  |
| Хиспаноамериканци | 23 (2,7%) | 6 (0,7%)  |
| Укупно            | 867       | 826       |